# Серый юнко
Серый юнко (лат. Junco hyemalis) — вид певчих воробьиных птиц из семейства Passerellidae, обитающих в Северной Америке.

## Описание
Серый юнко длиной 15 см. Цвет оперения отдельных подвидов юнко различается. Большей частью он серый или коричневый на спине и блёклый на брюхе. Клюв обычно розовый. В полёте отчётливо видны внешние белые перья хвоста.

## Распространение
Серый юнко живёт в смешанных и хвойных лесах, чащах, парках и садах на большей части Северной Америки вплоть до севера Мексики. Северные популяции мигрируют в холодное время года на юг. Зимой птицы часто появляются в городе и окрестностях у кормушек. 

## Питание
Серый юнко ищет на земле насекомых и семена.

## Размножение
Птица гнездится в хвойных и смешанных лесах. Оба партнёра строят на земле или на нижних ветках гнездо диаметром примерно 10 см в форме чаши из веточек, травы, корней и другого растительного материала. Птица гнездится обычно два раза в год. В кладке в среднем 4 серых или голубовато-белых яйца с крапинами коричневого, фиолетового или серого цвета. Кладку высиживает только самка от 12 до 13 дней. Обе родительских птицы заботятся о подрастающем потомстве, которое становится самостоятельным через 11—14 дней.